# Sardinella longiceps
Sardinella longiceps es una especie de pez de la familia Clupeidae en el orden de los Clupeiformes.

## Morfología
• Los machos pueden alcanzar 23 cm de longitud total

## Reproducción
Tiene lugar entre agosto y septiembre, cuando la temperatura llega a los 22-28 °C.

## Alimentación
Come principalmente fitoplancton (especialmente  diatomeas) y pequeños crustáceos.

## Depredadores
Es depredado por  Saurida tumbil  y algunas especies del género  Scomberomorus 

## Hábitat
Es un pez de  mar y, pelágico, de clima tropical (25 ° N-7 ° N, 57 ° E-81 ° E) y que se encuentra entre 20-200 m de profundidad.

## Distribución geográfica
Se encuentra en el Océano Índico: desde el Golfo de Adén
hasta el sur de la costa oriental de la India

## Costumbres
Forma bancos en las aguas costeras.

## Uso comercial
Se comercializa fresco, secado, adobado con sal, ahumado, en conserva y en forma de harina de pescado y  albóndigas.